# European Community Championship
European Community Championship – męski turniej tenisowy wchodzący w skład rozgrywek ATP World Tour, rozgrywany w latach 1992-1998. 
Od 1982 roku do 1991 roku turniej organizowany był w formie pokazowej. Gdy już wszedł w skład kalendarza ATP World Tour tenisiści rywalizowali na nawierzchni dywanowej w hali. W 1997 i 1998 roku zmagania toczyły się na kortach twardych. W 1995 roku turniej się nie odbył.

## Mecze finałowe

### gra pojedyncza mężczyzn
| Rok  | Zwycięzca             | Finalista             | Wynik                 |
| 1998 | Greg Rusedski         | Marc Rosset           | 7:6(3), 3:6, 6:1, 6:4 |
| 1997 | Marc Rosset           | Tim Henman            | 6:2, 7:5, 6:4         |
| 1996 | Michael Stich         | Goran Ivanišević      | 6:3, 6:2, 7:6(5)      |
| 1995 | Turniej nie odbył się | Turniej nie odbył się | Turniej nie odbył się |
| 1994 | Pete Sampras          | Magnus Larsson        | 7:6(5), 6:4           |
| 1993 | Pete Sampras          | Magnus Gustafsson     | 6:1, 6:4              |
| 1992 | Richard Krajicek      | Mark Woodforde        | 6:2, 6:2              |

### gra podwójna mężczyzn
| Rok  | Zwycięzcy                            | Finaliści                           | Wynik                 |
| 1998 | Wayne Ferreira Jewgienij Kafielnikow | Tomás Carbonell Francisco Roig      | 7:5, 3:6, 6:2         |
| 1997 | David Adams Olivier Delaître         | Sandon Stolle Cyril Suk             | 3:6, 6:2, 6:1         |
| 1996 | Jonas Björkman Nicklas Kulti         | Jewgienij Kafielnikow Menno Oosting | 6:4, 6:4              |
| 1995 | Turniej nie odbył się                | Turniej nie odbył się               | Turniej nie odbył się |
| 1994 | Jan Apell Jonas Björkman             | Hendrik Jan Davids Sébastien Lareau | 4:6, 6:1, 6:2         |
| 1993 | Grant Connell Patrick Galbraith      | Wayne Ferreira Javier Sánchez       | 6:3, 7:6              |
| 1992 | John Fitzgerald Anders Järryd        | Jared Palmer Patrick McEnroe        | 6:2, 6:2              |